# Italo Pacchioni
Italo Pacchioni (Mirandola, 29 marzo 1872 – Milano, 11 luglio 1940) è stato un inventore e fotografo italiano pioniere del cinema in terra italiana, inventore di una macchina da presa e proiezione del tutto simile al cinématographe di Auguste e Louis Lumière.

## Biografia
Italo Pacchioni nacque nel 1872 a Mirandola, al civico 55 dell'isolato del Castello dei Pico.
Sulla storia di Italo Pacchioni esistono fonti scarse e contraddittorie a partire dalla data di inizio della sua attività di fotografo; la rivista Cinema, 25 maggio '42 ci dice che il Pacchioni possedeva uno studio fotografico a Milano già nel 1891, mentre nella recente pubblicazione della Fondazione Cineteca Italiana, "Moltiplicare l'istante" (2007) gli autori propongono il 1893. Altre fonti ci dicono che in questi anni esercitava la stessa professione a Mirandola.
Sappiamo però, attraverso la sua invenzione conservata al Museo del Cinema della Fondazione Cineteca Italiana a Milano, che il Pacchioni era uomo di cultura tecnica più che artistica, dotato di un acuto spirito di osservazione. Nel 1896 fu testimone a Parigi delle prime proiezioni pubbliche e, tentato invano di accaparrarsi un modello da portare a casa, si annotò o memorizzò il funzionamento dettagliato del cinématographe dei Lumière con anche un po' di materiale che in Italia sarebbe stato irreperibile. Con l'aiuto del fratello Enrico e di un meccanico di cui ci è giunto solo il cognome, Veronelli, assemblò la macchina da presa e proiezione di cui si è detto.

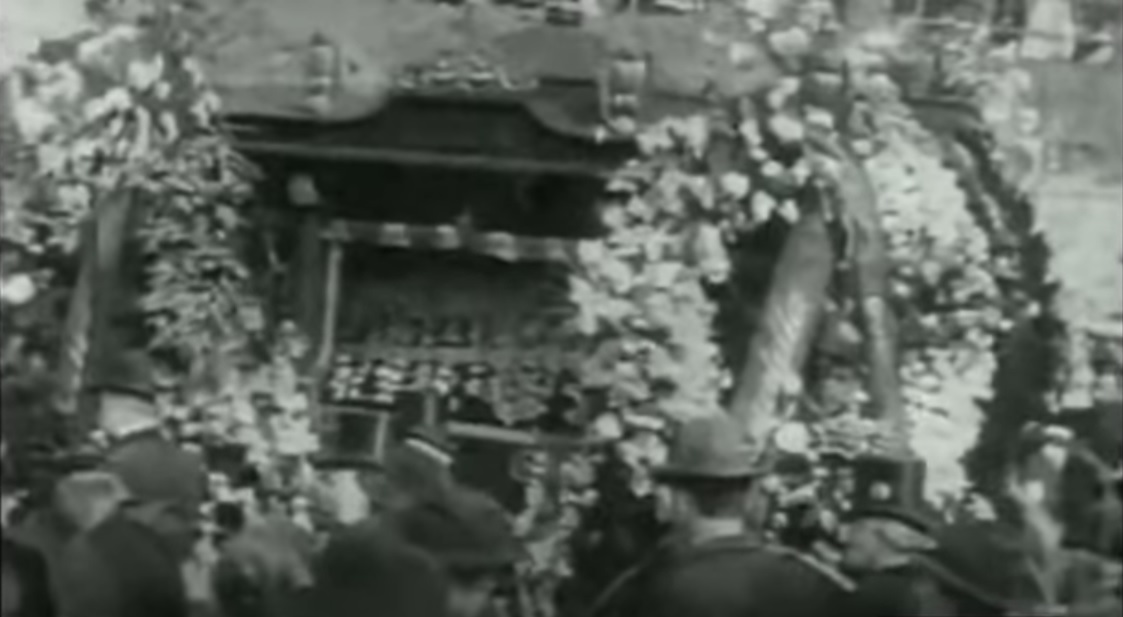
Funerale di Giuseppe Verdi (1901)

Se la forma della macchina era del tutto uguale, anche come dimensioni, al cinématographe, il funzionamento differiva in alcuni punti: l'illuminazione era ottenuta mediante un saturatore ossieterico, con l'ossigeno contenuto e rilasciato gradualmente da una sacca a forma di mantice; c'era anche un tentativo di stereoscopia, ottenuto attraverso il passaggio di due pellicole l'una vicino all'altra; l'ottica e qualche altro pezzo provenivano da Parigi, il resto era esclusiva del Pacchioni. Sempre dalla rivista Cinema del 42 sappiamo che la difficoltà più grande affrontata da Pacchioni e compagni fu far corrispondere la pellicola alle griffe della macchina copiata, difficoltà superata praticando manualmente le perforazioni sulla striscia fotografica.

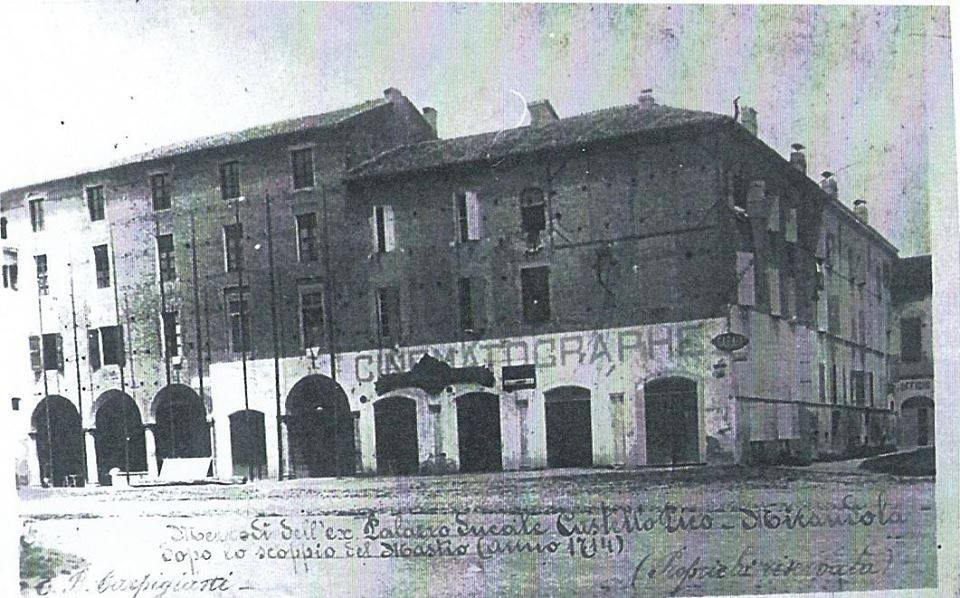
Il primo cinematografo allestito a Mirandola nel castello dei Pico

Dopo la prima proiezione eseguita il 31 ottobre 1896 a Mirandola, Italo Pacchioni girò l'Italia con la sua invenzione e propose spettacoli di 45 minuti, a differenza di quelli dei Lumière di durata non superiore ai 25: 10, 15 a volte anche 20 film a seconda della quantità del pubblico pagante. Il sonoro era costituito da gruppi musicali improvvisati, non c'erano didascalie e, all'occorrenza, i titoli venivano urlati dalla cabina di proiezione.
Il pioniere abbandonò ogni attività cinematografica nel 1902. Aprì poi uno studio fotografico a Milano, e quindi altri due, uno a Busto Arsizio e uno ad Abbiategrasso.
Morì a Milano nel 1940 e venne sepolto al Cimitero Maggiore di Milano, ove in seguito i resti sono stati posti in una celletta.

## Opere
- Arrivo del treno alla Stazione di Milano (1896)
- Ballo in famiglia (1896)
- La battaglia di neve (1896)
- Le gabbie dei matti (1896)
- Il finto storpio al Castello Sforzesco (1896)
- La Fiera di Porta Genova (1898)
- Il vecchio Verziere (1898)
- I ginnasti della Mediolanum (1898)
- Il Re Umberto I in visita alla Marina (1899?)
- I funerali di Umberto I (1900)
- I funerali di Giuseppe Verdi (1901)

Oltre a queste opere, la Fondazione Cineteca Italiana conserva alcuni filmati anonimi e senza data, ma che sono attribuiti a Italo Pacchioni (per via del tipo di perforazione della pellicola)
- Comica con cane
- Addestramento militare. Superamento di un muro
- Parata militare. Sfilata di cavalli
- Marcia di cammelli
- Comica in giardino
- Spettacolo di giocolieri